# Andriej Burilin
Andriej Iwanowicz Burilin, ros. Андрей Иванович Бурилин (ur. 1906 we wsi Spas w guberni kałuskiej, zm. 28 października 1950) – radziecki działacz państwowy i partyjny.

## Życiorys
Miał wykształcenie wyższe, od 1930 należał do WKP(b), od października 1949 do stycznia 1949 był przewodniczącym Komitetu Wykonawczego Kałuskiej Rady Obwodowej, a od stycznia do listopada 1949 zastępcą przewodniczącego Komitetu Wykonawczego Leningradzkiej Rady Obwodowej. 15 listopada 1949 został aresztowany w związku ze „sprawą leningradzką”, 28 października 1950 skazany na śmierć przez Wojskowe Kolegium Sądu Najwyższego ZSRR pod zarzutem „udziału w kontrrewolucyjnej organizacji destrukcyjnej” i rozstrzelany. Jego prochy złożono na Cmentarzu Dońskim. 14 maja 1954 został pośmiertnie zrehabilitowany.